# Grundfos
Koordinaten: 56° 22′ 52″ N, 9° 40′ 12,6″ O

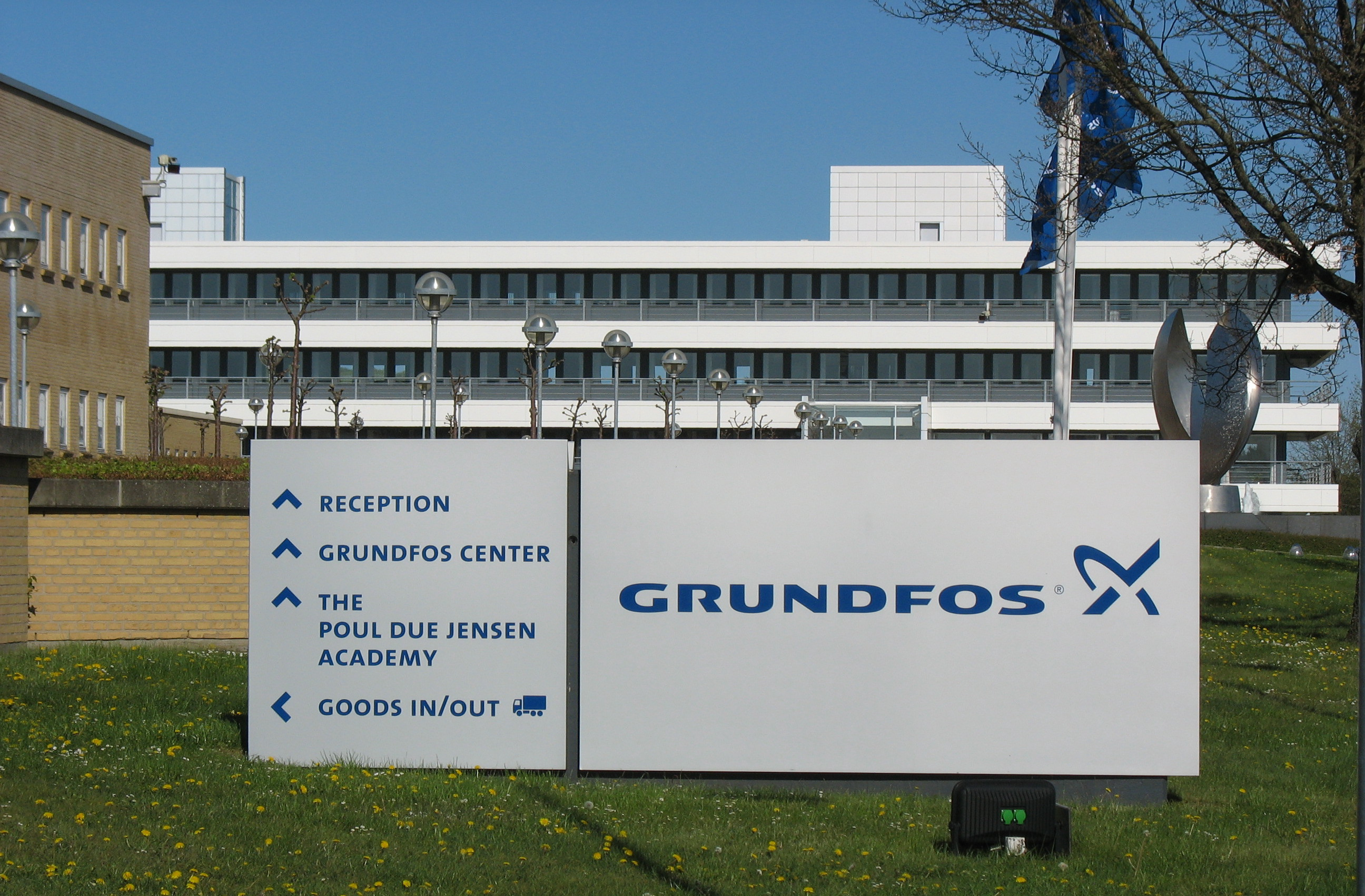
Grundfos-Zentrale in Bjerringbro

Grundfos ist ein dänischer Pumpenhersteller. Das Unternehmen ist mehrheitlich (87,9 %) im Besitz der Poul-Due-Jensen-Stiftung.
Mit einer Jahresproduktion von ca. 16 Millionen Pumpen gehört Grundfos zu den weltweit führenden Pumpenherstellern. Umwälzpumpen, Tauchpumpen und Verdrängerpumpen sind die drei Hauptproduktgruppen. Bei diesen Produkten hält Grundfos weltweit 50 Prozent der Marktanteile. Neben Pumpen baut Grundfos auch elektrische Motoren und elektronische Kontrollsysteme für Pumpen.
Das Unternehmen wurde 1945 in Bjerringbro in Dänemark von Poul Due Jensen gegründet. Zunächst hieß sie „Bjerringbro Pressestøberi og Maskinfabrik“, bis sie nach einigen weiteren Namensänderungen 1967 schließlich in „Grundfos“ umbenannt wurde. Grundfos gehört heute zu den zehn umsatzstärksten dänischen Unternehmen und hat seine Position auch durch Zukäufe ausgebaut. Die deutsche Vertriebszentrale hat ihren Sitz im nordrhein-westfälischen Erkrath. Im deutschsprachigen Raum gehören z. B. die Grundfos Water Treatment GmbH (ehemals ALLDOS Eichler GmbH), Pfinztal, die HILGE GmbH & Co. KGm, Bodenheim/Rhein (bis Oktober 2015; Verkauf an die GEA-Gruppe), die Deutsche Vortex GmbH & Co. KG, Ludwigsburg, die Biral AG, Münsingen (CH) und GRUNDFOS Arnold AG in Schachen (CH), Silhorko–Eurowater A/S, Stilling  (DK) (seit 2020) zum Grundfos-Konzern.
Grundfos ist eine nicht börsennotierte Aktiengesellschaft. 87,9 % der Aktien der Grundfos Holding A/S gehören der 1975 gegründeten Poul-Due-Jensen-Stiftung, 10,6 % der Gründerfamilie und 1,5 % den Mitarbeitern.

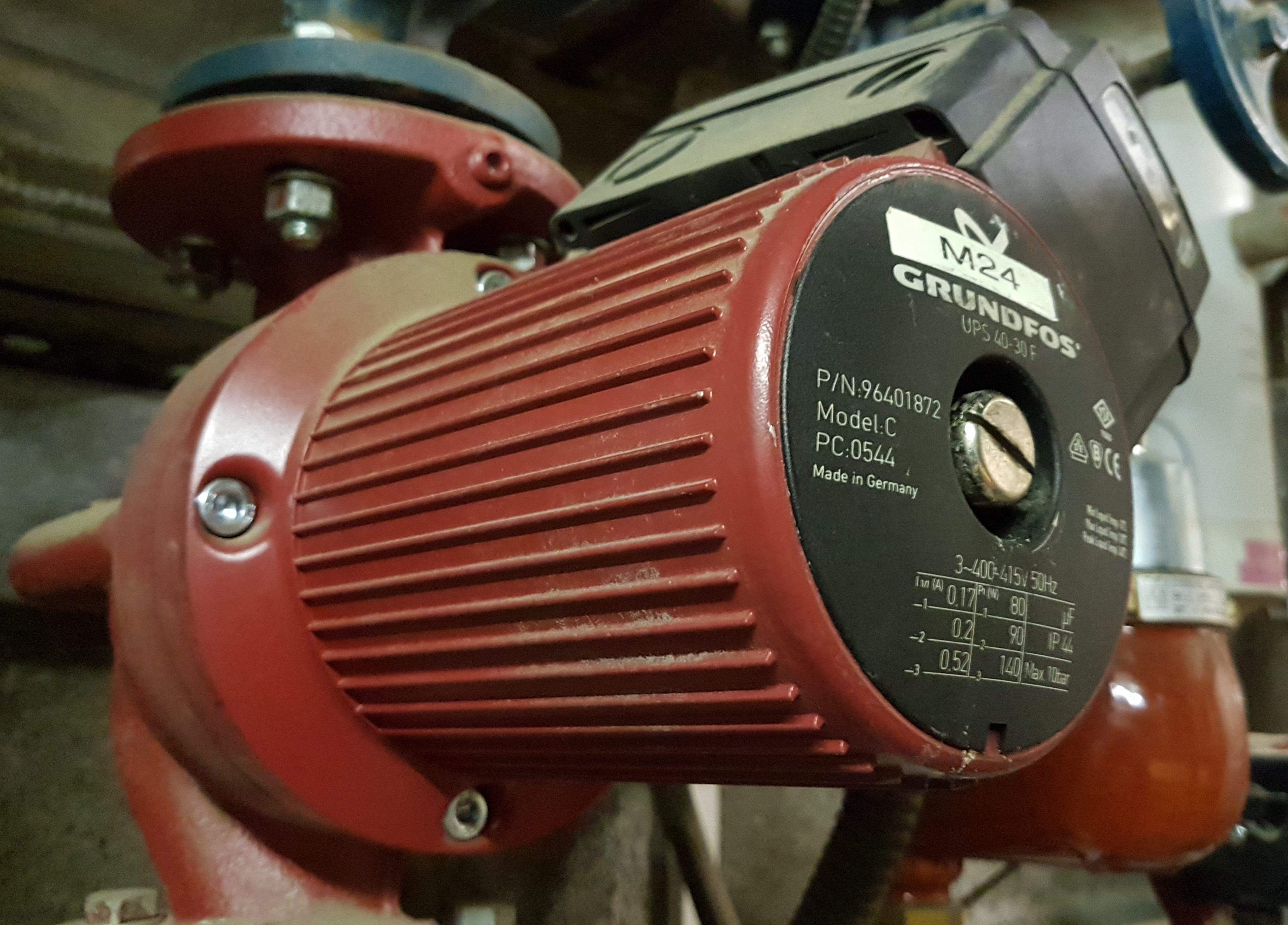
Zirkulationspumpe
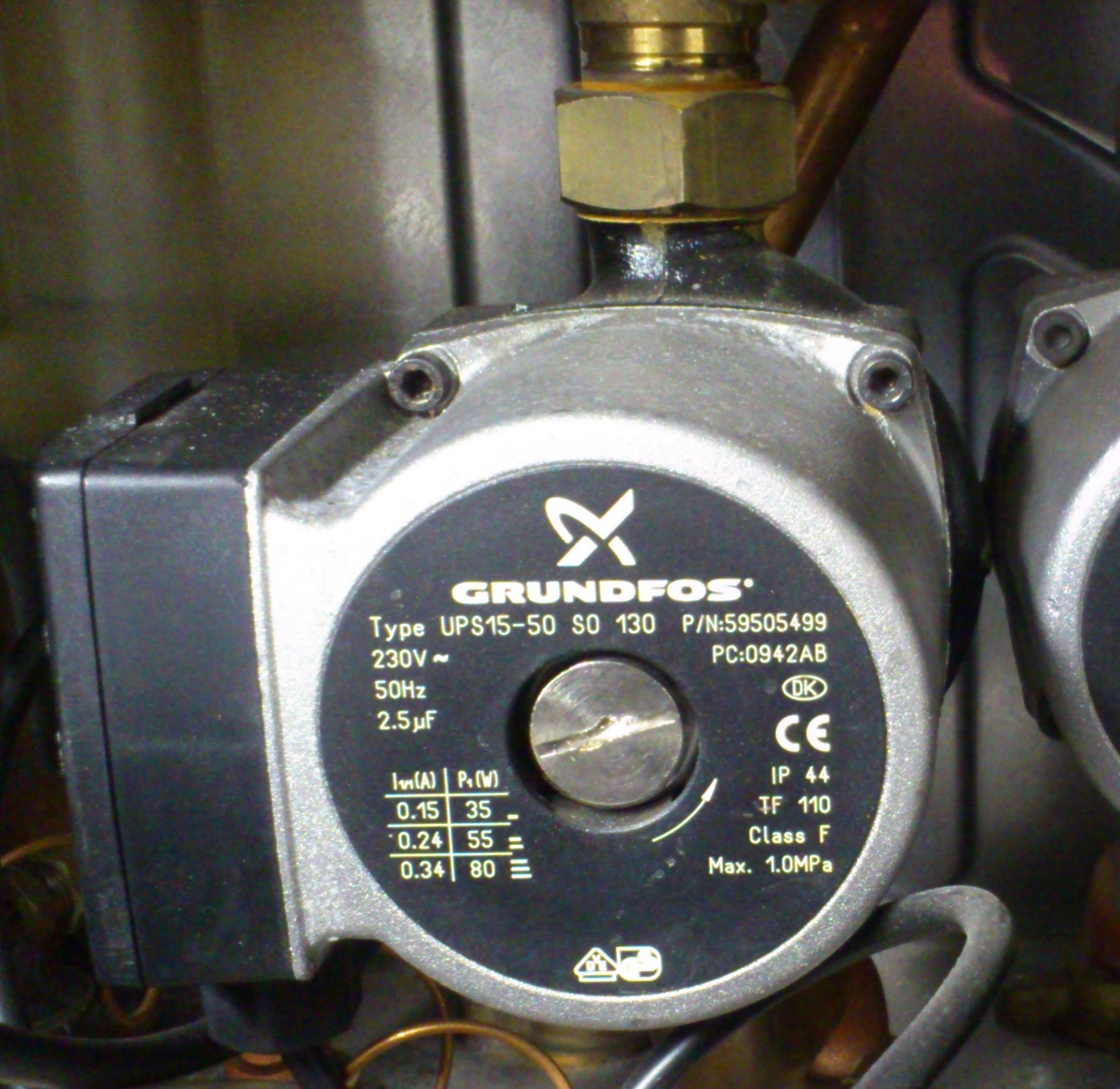
Zirkulationspumpe